# Diborure de niobium
Le diborure de niobium est un composé chimique de formule NbB2. C'est une céramique ultraréfractaire assez légère présentant une structure cristalline hexagonale, un point de fusion de 3 050 °C et une masse volumique d'environ 6,97 g/cm3 avec une bonne tenue à haute température, ce qui en fait un matériau intéressant pour les applications aérospatiales tels que les vols hypersoniques et les moteurs-fusées. Sa résistivité électrique est de 25,7 µΩ·cm tandis que sa conductivité thermique est de 7,7 × 10−6 K-1, valeurs plutôt élevées comme dans le cas d'autres céramiques isostructurelles telles que le diborure de titane TiB2, le diborure de zirconium ZrB2, le diborure d'hafnium HfB2 et le diborure de tantale TaB2.
Les pièces en diborure de niobium sont d'ordinaire produites par pressage à chaud et frittage flash puis usinées pour obtenir les formes désirées. Le frittage du diborure de niobium est rendu difficile par la nature covalente du matériau et par l'oxydation de la surface des grains qui accentue la granularité de la substance avant sa densification par frittage. Le frittage du diborure de niobium peut être réalisé sans pression à l'aide d'additifs tels que le carbure de bore et le carbone lui-même, qui réagissent avec les oxydes surfaciques afin de favoriser le frittage, mais les céramiques obtenues présentent des propriétés mécaniques dégradées par rapport à celles obtenues sous pression à chaud.

## Préparation
Le diborure de niobium peut être obtenu par réaction stœchiométrique entre les éléments constituants, ce qui permet de réaliser un contrôle précis de la stœchiométrie du matériau obtenu, comme dans le cas du diborure de zirconium :
Nb + 2 B → NbB2.
Il est possible de produire du diborure de niobium par réduction du pentoxyde de niobium Nb2O5, voire du dioxyde de niobium NbO2 :
Nb2O5 + 2 B2O3 + 11 Mg → 2 NbB2 + 11 MgO.
Le magnésium est utilisé comme réactif afin de permettre la lixiviation des oxydes indésirables. Des excès stœchiométriques de magnésium et de sesquioxyde de bore sont souvent nécessaires lors de ces réactions afin de consommer tout l'oxyde de niobium disponible.
Le bore peut être utilisé pour réaliser cette réduction à travers une réaction à l'état solide afin d'obtenir des nanobarres de 40 nm × 800 nm. Une variante de ce procédé par sel fondu à partir de pentoxyde de niobium a permis d'obtenir des nanocristaux de 61 nm. Des nanocristaux de diborure de niobium ont également été obtenus par réduction du pentoxyde de niobium à l'aide de borohydrure de sodium NaBH4 avec un ratio molaire M:B de 1:4 à 700 °C dans un flux d'argon :
2 Nb2O5 + 13 NaBH4 → 4 NbB2 + 8 Na(g,l) + 5 NaBO2 + 26 H2 (g).